# Célia Lawson
Célia Maria Fernandes Lawson, också känd under artistnamnet Ira, född 9 juni 1974 i Luanda i Angola, är en portugisisk rocksångerska.
Lawson började som 15-åring sjunga i olika hårdrocksband. Hon blev sångerska i Heavy Metalgruppen V12 1993, men samarbetade även med coverbandet Crash och musikgruppen Huanine.
År 1997 erbjöds hon att provsjunga låten Antes do Adeus, skriven av Thilo Krassman och Rosa Lobato. Denna utses till att bli Portugals bidrag i Eurovision Song Contest samma år. Hon hamnade på en delad 24:e och sista plats med noll poäng (tillsammans med Norges Tor Endresen), vilket är den lägsta placering Portugal någonsin fått i tävlingen. Samma år gav hon ut sitt debutalbum, First. 

## Diskografi
- First (1997)
- Faith (2002)
- On the Road to Unknown (2006)